# Mark Watts
Mark Watts (n. 11 iunie 1964) este un om politic britanic, membru al Parlamentului European în perioadele 1994-1999 si 1999-2004 din partea Regatului Unit.
1. 1 2  Deputații în Parlamentul European